# 南部軍 (イスラエル国防軍)
南部軍（なんぶぐん、ヘブライ語: פיקוד דרום、Pikud Darom、パダム）は、イスラエル国防軍の方面軍の一つで、エジプトと国境を接するシナイ半島方面、ガザ地区周辺、ネゲヴ砂漠、エイラートなどイスラエル南部の防衛を担当。

## 歴史
南部軍は1948から1949年の第一次中東戦争（独立戦争）以来、1956から1957年の第二次中東戦争（スエズ動乱）、1967年の第三次中東戦争（六日戦争）、その後の消耗戦争、そして1973年の第四次中東戦争（ヨム・キプール戦争）において、シナイ半島周辺でエジプト軍と繰り返し対峙、交戦を繰り返してきた。
第四次中東戦争後、1979年にエジプト・イスラエル平和条約が結ばれた後、南部軍の主な任務はガザ地区およびその周辺での治安維持活動となった。
2005年に実施されたガザ地区等からの入植者撤退作戦においては、南部軍がガザ地区からの撤退の支援・監視を行った。

## 編制

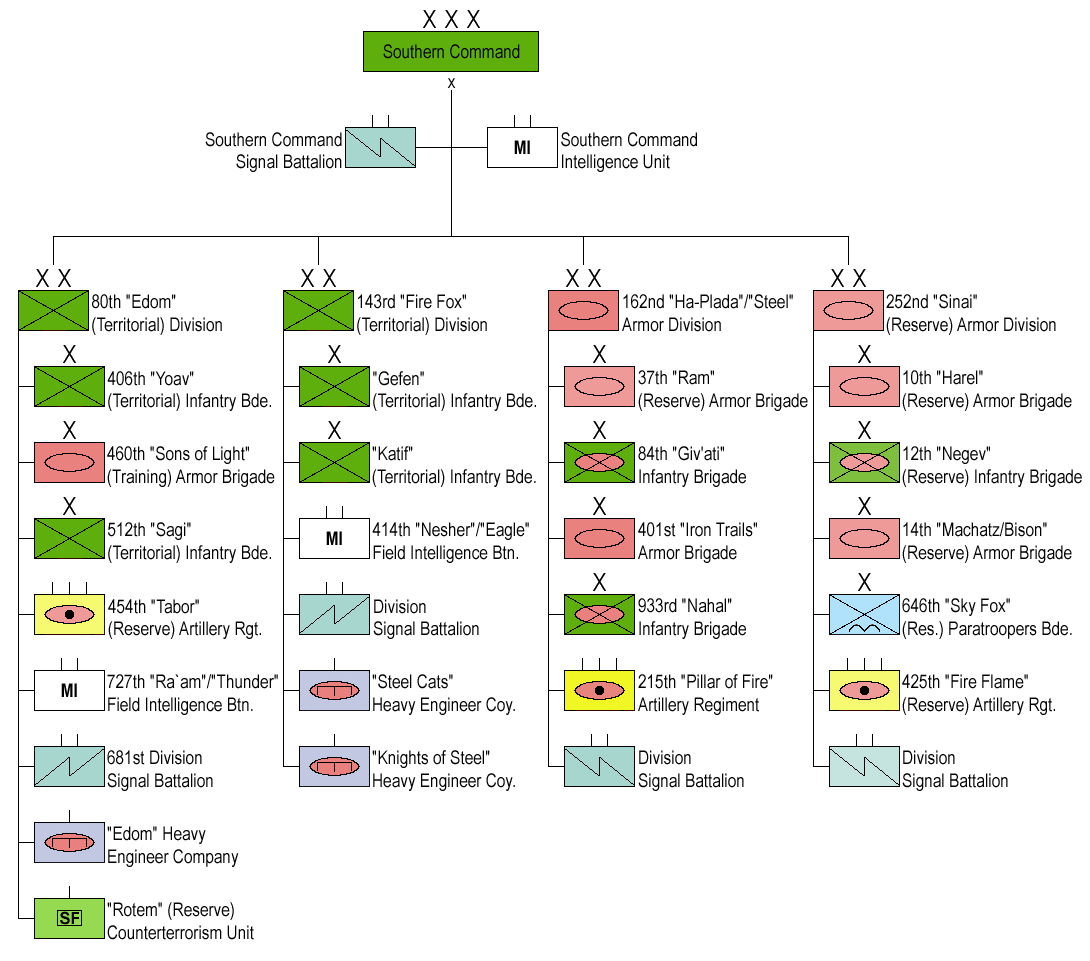
南部軍の編制図

- 第80"エドム"地域師団（英語版）
  -  第406"ヨアヴ"地域旅団（ヘブライ語版）
  -  第460"サンズ・オブ・ライト"機甲旅団 - 機甲（戦車）訓練部隊。
    -  第195訓練大隊 - メルカバ Mk.2 を装備。
    -  第198訓練大隊 - メルカバ Mk.3 を装備。
    -  第532訓練大隊 - メルカバ Mk.4 を装備。
    -  第196戦車指揮官訓練大隊

  -  第512"サギ"地域旅団（ヘブライ語版）
    -  第33"カラカル"軽歩兵大隊 - 女性兵士が7割を占める歩兵大隊。

  -  第727"ラーム/エイタム"野戦情報大隊 - 戦闘情報収集科所属の偵察部隊。
  -  第452"タボール"予備役砲兵連隊 - 砲兵科（英語版）所属の砲兵連隊。
  -  "エドム"重工兵中隊 - 戦闘工兵科（英語版）所属の重装甲工兵車両運用部隊。
  - "ロテム"予備役対テロ特殊戦部隊

- 第143"ファイアフォックス"地域師団（英語版） - 以前は”ガザ”地域師団と呼ばれていた。現在もガザ地区方面を担当。
  -  "ゲフェン"地域旅団 - ガザ地区北部担当
  -  "カティーフ"地域旅団 - ガザ地区南部担当
    -  "第585砂漠偵察大隊（ヘブライ語版）" - ベドウィンの兵士により構成される部隊。

  -  第414"ネシェル"野戦情報大隊 - 戦闘情報収集科所属の偵察部隊。
  -  "スティール・キャッツ"重工兵中隊 - 戦闘工兵科（英語版）所属の重装甲工兵車両運用部隊。
  -  "ナイツ・オブ・スティール"重工兵中隊 - 戦闘工兵科（英語版）所属の重装甲工兵車両運用部隊。

- 第162"ハ・ペラダー"機甲師団
  -  第401"アイアントレイルズ"機甲旅団 - メルカバ Mk.4 を装備。
  -  第84"ギヴァティ"歩兵旅団
  -  第933"ナハル"歩兵旅団
  -  第215"ピラー・オブ・ファイア"砲兵連隊（ヘブライ語版） - 砲兵科（英語版）所属の砲兵連隊。
  -  第37"ラム"予備役機甲旅団（ヘブライ語版）

- 第252"シナイ"予備役機甲師団
  -  第646"スカイフォックス"予備役空挺旅団（ヘブライ語版）
  -  第12"ネゲヴ"予備役歩兵旅団（英語版）
  -  第164/第10"ハレル"予備役機甲旅団（英語版）
  -  第14"マアツ"予備役機甲旅団（ヘブライ語版）
  -  第425"ファイア・フレイム"予備役砲兵連隊（ヘブライ語版） - 砲兵科（英語版）所属の砲兵連隊。